# Velocity 2X
Velocity 2X est un jeu vidéo de type shoot 'em up développé et édité par FuturLab, sorti en 2014 sur Windows, Mac, Linux, PlayStation 4 et PlayStation Vita.
Il fait suite à Velocity et Velocity Ultra.

## Accueil
- Canard PC : 8/10[1]
- Gamekult : 7/10[2]
- GameSpot : 9/10[3]
- IGN : 9/10[4]